# ダナエ (コレッジョの絵画)
『ダナエ』（伊: Danae）はルネサンス期のイタリア人画家コレッジョが1531年ごろに描いた絵画作品である。ローマのボルゲーゼ美術館が所蔵している。

## 題材
描かれているダナエはギリシア神話の登場人物で、アルゴス王アクリシオスの娘である。ダナエが出産する男児が将来自分を殺害するという神託を受けたアクリシオスは、ダナエに男性が近付かないように青銅で覆われた部屋にダナエを幽閉する。しかし、古代ローマの詩人オウィディウスの著作『愛の詩』によれば、黄金の雨に化身した主神ゼウスがダナエを誘惑し、後に神託どおりにアクリシオスを殺害することになる男児ペルセウスを身籠らせた。
コレッジョが描いたダナエはベッドにもたれかかり、エロスが頭上の雲から降り注ぐ黄金の雨を見つめながらダナエが身にまとう布を脱がそうとしている。ベッドの下では羽をもつ二人のプットーが黄金の雨を舐めており、すぐそばには鉛の矢が石の上に置かれている。

## 歴史
『ダナエ』はマントヴァ公爵フェデリーコ2世・ゴンザーガの依頼によって描かれた。『レダと白鳥』、『ユピテルとイオ』、『ガニュメデスの略奪』とともに、ギリシア神話の主神ゼウスの恋愛譚を描いた連作の一部で、フェデリーコ2世がマントヴァに建てたテ宮殿 の「オウィディウスの間」に飾られることになっていた。フェデリーコ2世の死後『ダナエ』はスペインへ移されている。
1584年にイタリア人画家、美術学者ジョヴァンニ・パオロ・ロマッツォ (en:Gian Paolo Lomazzo) が、彫刻家レオーネ・レオーニ (en:Leone Leoni) のコレクションとして、ミラノに『ダナエ』があることを記録している。その後『ダナエ』は1601年から1603年ごろにレオーネの息子ポンピオが神聖ローマ皇帝ルドルフ2世に売却し、さらに後年スウェーデン王グスタフ2世アドルフの戦利品として、同じくコレッジョの『レダと白鳥』とともにプラハからストックホルムへと持ち去られている。グスタフ2世アドルフの死後、スウェーデン王位は娘のクリスティーナが継いだが、1654年に王位をカール10世に譲って退位した後に、『ダナエ』を携えてローマへと外遊した。クリスティーナの死後『ダナエ』は枢機卿デシオ・アッツォリーノ (en:Decio Azzolino) が相続し、以降ブラッチャーノ公爵リヴィオ・オデスカルキ、フランス王ルイ15世の摂政オルレアン公フィリップ2世と所有者が変わっている。
1792年には、オルレアン家が所有した絵画コレクション (オルレアン・コレクション) の多くの作品とともに『ダナエ』もイングランドに売却された。イングランドでは第3代ブリッジウォーター公フランシス・エジャートン、ヘンリー・ホープが所有した後に、イタリアの名門貴族ボルゲーゼ家 (en:House of Borghese) 出身でナポレオン・ボナパルトの妹ポーリーヌ・ボナパルトの夫スルモーナ公カミッロ・フィリッポ・ボルゲーゼがパリで購入し、自身のローマの絵画コレクションに加えた。そして現在はボルゲーゼ家歴代のコレクションをもとに設立されたボルゲーゼ美術館の所蔵となっている。